# Басселл, Дарси
Дама Да́рси Андреа́ Ба́сселл-Форбс (англ. Darcy Andrea Bussell-Forbes), урождённая — Ма́рни Мерсе́дес Да́рси Пе́мблтон Криттл (англ. Marnie Mercedes Darcey Pembleton Crittle; 27 апреля 1969, Лондон, Англия, Великобритания) — британская балерина, актриса и певица.

## Биография
Марни Мерседес Дарси Пембелтон Криттл (настоящее имя Дарси Басселл) родилась 24 апреля 1969 года в Лондоне (Англия, Великобритания) в семье бизнесмена Джона Криттла и его жены-англичанки Андреа, которые развелись в 1972 году, когда их дочери было 3 года. Вскоре после развода родителей мать девочки, Андреа, вышла повторно замуж за дантиста Филипа Басселла, который удочерил Дарси. Долгое время семейство Басселл проживало в Австралии, но позже они вернулись в Англию, где Дарси окончила «Fox Primary School» в Лондоне.
Дарси начала заниматься балетом в начале 1980-х годов. В 1987 году она стала лауреатом международного балетного конкурса «Приз Лозанны» (Швейцария).
В 1990-х годах Басселл снялась в нескольких фильмах. Также она является певицей.
В 2012 году была членом жюри балетного конкурса «Приз Лозанны», в 2024 году — его председателем.

### Личная жизнь
С 1997 года Дарси замужем за бизнесменом Энгусом Форбсом. У супругов есть две дочери — Фиби Оливия Форбс (род. 3 июня 2001) и Зоуи София Форбс (род. 10 февраля 2004).